# برنامه‌ریزی مکانی

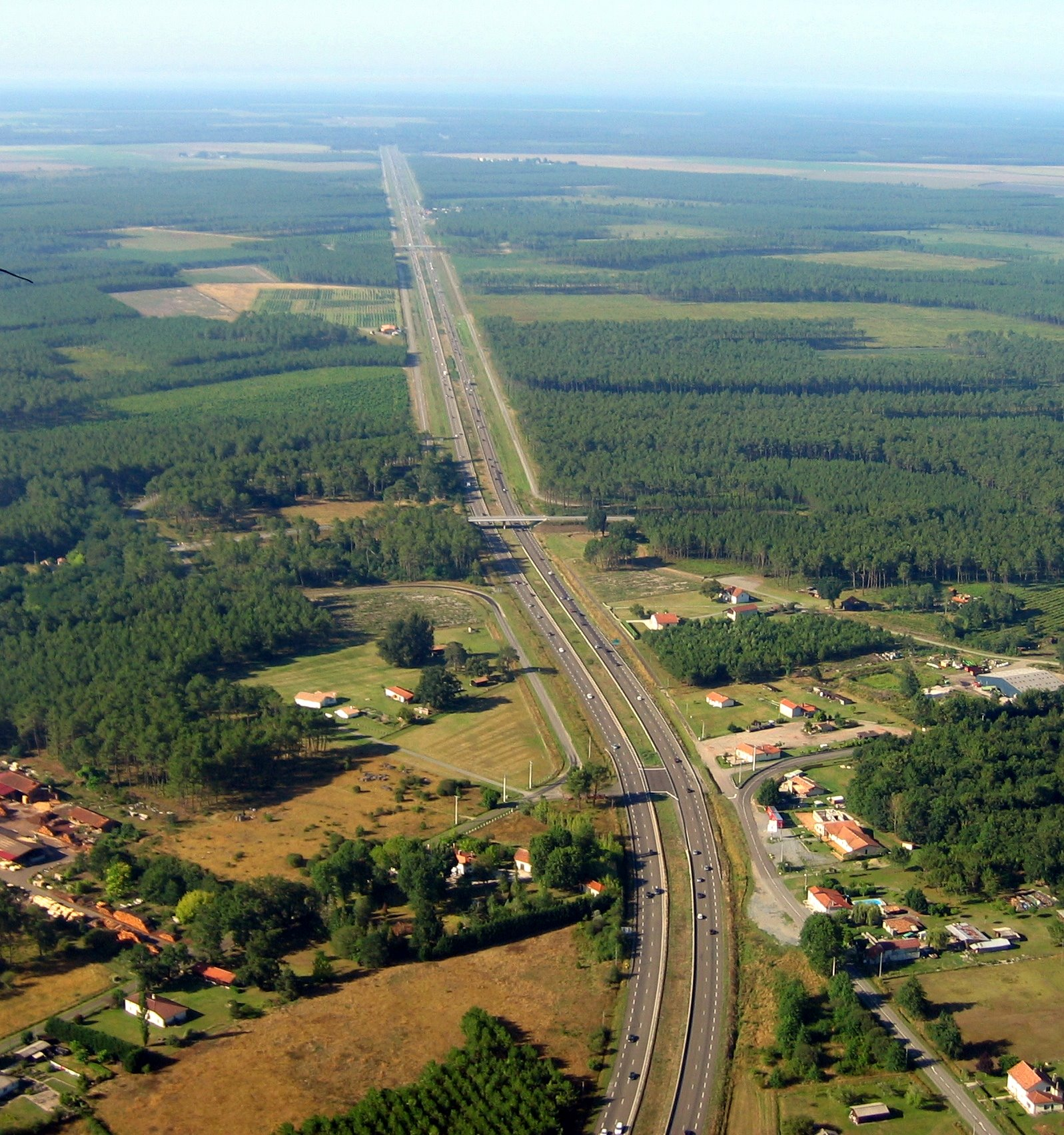
یک مثال از آمایش سرزمین؛ احداث بزرگراه آ۶۳ در فرانسه به توسعه منطقه کمک کرده‌است

برنامه‌ریزی فضایی یا آمایش سرزمین (به انگلیسی: Spatial planning)، در سیستم حرفه‌ای امروزی و دانشگاهی ایران تنها به برنامه‌ریزی فضایی در مقیاس ملّی و منطقه‌ای گفته می‌شود.
در واقع و در سیستم حرفه‌ای جهانی، بخشی از مفهوم کلّی برنامه‌ریزی شهری و منطقه‌ای به شمار می‌رود.
آمایش سرزمین به روش‌ها و رویکردهای استفاده شده توسط بخش خصوصی و عمومی به منظور اثرگذاری بر توزیع جمعیت و فعالیت‌ها در فضاهای با مقیاس‌های گوناگون اشاره دارد.
تنظیم رابطه بین انسان و فعالیت‌های انسان در فضا به منظور بهره‌برداری منطقی از همه امکانات در جهت بهبود وضعیت مادی و معنوی جامعه بر پایۀ ارزش‌های اعتقادی پیشینۀ فرهنگی یا ابزار علم و تجربه در طول زمان است که جزئی از جغرافیا به شمار می‌رود.

## فعالیت‌های متداول
آمایش سرزمین، شامل برنامه‌ریزی و سازمان دادن به نحوهٔ اشغال فضا، تعیین محل زندگی انسان‌ها، محل فعالیت و تجهیزات و کنش‌های بین عوامل گوناگون نظام اجتماعی- اقتصادی است. این رشته برنامه‌ریزی کلان نیروهای اقتصادی، طبیعی و انسانی را مدنظر دارد.

### آمایش دفاعی
در برنامه‌ریزی نوین بسیاری از کشورها، برنامه‌ریزی فضایی در جهت توسعه پایدار می‌تواند نیازهای دیگری از جمله مسائل دفاعی را برطرف نماید. در واقع آمایش دفاعی در کشوری مانند ایران استفاده از امکانات و تجهیزات طبیعی و غیرطبیعی در جهت ایجاد موانعی برای بازدارندگی از حملات دشمن می‌باشد به گونه‌ای که در زمان صلح نیز بتوان از آن‌ها در راستای مسائل توسعه پایدار استفاده نمود. از جمله مثال‌های این نوع برنامه‌ریزی می‌توان به ایجاد دریاچه بزرگ ماهی توسط صدام در جنگ ۸ساله و استفاده از آن هم در جهت تولید و پرورش ماهی و نیز مانعی برای عبور نیروهای ایرانی نام برد.